# جيمي هانت
جيمي هانت (بالإنجليزية: Jimmie Hunt)‏ مواليد 14 سبتمبر 1982 في أوتيكا، هو لاعب كرة سلة أمريكي. بدأ مسيرته الاحترافية في سنة 2005. يلعب مع نادي كولين لكرة السلة في الدوري التشيكي الوطني لكرة السلة كلاعب هجوم خلفي. يحمل الرقم 5. يبلغ طوله 6 قدم 2 بوصة (1.9 م).

## المسيرة الاحترافية
لعب مع نادي شينتجور لكرة السلة من سنة 2005 إلى 2007، ثم لعب مع أماتوري أوديني في سنة 2007، ثم لعب مع سكايلاينرز فرانكفورت في الدوري الألماني في موسم 2007–2008.

## روابط خارجية
- جيمي هانت على موقع الدوري الأوروبي لكرة السلة (الإنجليزية)
- جيمي هانت على موقع كرة السلة الأوروبية.كوم (الإنجليزية)
- جيمي هانت على موقع DraftExpress.com (الإنجليزية)
- جيمي هانت على موقع ريلجم (الإنجليزية)
- جيمي هانت على موقع سبورتس رفرنس (الإنجليزية)